# Asculum
Asculum (anche Asculum Picenum) era una città dell'Italia antica, nel sito dell'attuale Ascoli Piceno.
Asculum era la principale città dei Piceni, che occupavano all'incirca i territori delle attuali Marche (a sud del fiume Foglia) e Abruzzo (a nord dell'Aterno). 
Le origini del nome Asculum si devono probabilmente ad un condottiero di origine pelasga, Aesis. Secondo il poeta latino Silio Italico, infatti, la popolazione greca dei pelasgi, guidati da Aesis, risalirono le coste dell'Adriatico e si insediarono nel territorio piceno, fondendosi con le popolazioni autoctone. Dalla radice del nome del condottiero greco risalirebbero quindi alcuni toponimi quali Ascoli, Jesi (Aesis in età romana) e Aso. L'appellativo Picenum indica che la città venne a far parte del territorio dei Piceni, una popolazione di origine sabina stanziatasi nelle coste dell'Italia centrale fin dall'età del ferro.
I primi contatti tra Asculum e Roma avvennero per via dei commerci che avvenivano lungo la futura via Salaria, importante collegamento tra Tirreno ed Adriatico. In seguito alla sua sconfitta da parte dei Romani nel 268 a.C., Asculum divenne una civitas foederata.
Nel 90 a.C. fu la prima città a ribellarsi al dominio di Roma, e la rivolta scoppiata diede origine alla guerra sociale. I Romani, guidati da Gneo Pompeo Strabone, conquistano e saccheggiano Asculum nell'89 a.C., che diventa quindi municipio romano. La città assaggia un periodo di grande prosperità sotto l'impero di Augusto (che istituirà la Regio V Picenum), in cui si arricchisce di templi, teatri, domus, ponti e fortificazioni.